# Interlands Engels voetbalelftal 1960-1969
Deze pagina toont een chronologisch en gedetailleerd overzicht van de interlands die het Engels voetbalelftal heeft gespeeld in de periode 1960 – 1969.

## Interlands

### 1960
|                                                                                    |                   |       |                           |                                                                               |
| 9 april British Home Championship 1959/60 № 338 «onderlinge duels» 15:00 uur (UTC) | Schotland         | 1 – 1 | Engeland                  | Hampden Park, Glasgow Toeschouwers: 129.193 Scheidsrechter: Jenő Sramkó (HUN) |
| 9 april British Home Championship 1959/60 № 338 «onderlinge duels» 15:00 uur (UTC) | Graham Leggat 16' |       | 49' (pen.) Bobby Charlton | Hampden Park, Glasgow Toeschouwers: 129.193 Scheidsrechter: Jenő Sramkó (HUN) |

|                                                                     |                                          |       |                                       |                                                                                   |
| 11 mei Vriendschappelijk № 339 «onderlinge duels» 15:00 uur (UTC+1) | Engeland                                 | 3 – 3 | Joegoslavië                           | Wembley Stadium, Londen Toeschouwers: 60.000 Scheidsrechter: Bobby Davidson (SCO) |
| 11 mei Vriendschappelijk № 339 «onderlinge duels» 15:00 uur (UTC+1) | Bryan Douglas 43' Jimmy Greaves 48', 89' |       | 27', 58' Milan Galić 80' Boris Kostić | Wembley Stadium, Londen Toeschouwers: 60.000 Scheidsrechter: Bobby Davidson (SCO) |

|                                                                     |                                             |       |          |                                                                                           |
| 15 mei Vriendschappelijk № 340 «onderlinge duels» 17:00 uur (UTC+1) | Spanje                                      | 3 – 0 | Engeland | Estadio Santiago Bernabéu, Madrid Toeschouwers: 77.000 Scheidsrechter: Albert Dusch (FRG) |
| 15 mei Vriendschappelijk № 340 «onderlinge duels» 17:00 uur (UTC+1) | Joaquín Peiró 38' Eulogio Martínez 79', 85' |       |          | Estadio Santiago Bernabéu, Madrid Toeschouwers: 77.000 Scheidsrechter: Albert Dusch (FRG) |

|                                                                     |                         |       |          |                                                                                    |
| 22 mei Vriendschappelijk № 341 «onderlinge duels» 17:30 uur (UTC+1) | Hongarije               | 2 – 0 | Engeland | Népstadion, Boedapest Toeschouwers: 90.000 Scheidsrechter: Concetto Lo Bello (ITA) |
| 22 mei Vriendschappelijk № 341 «onderlinge duels» 17:30 uur (UTC+1) | Flórián Albert 51', 76' |       |          | Népstadion, Boedapest Toeschouwers: 90.000 Scheidsrechter: Concetto Lo Bello (ITA) |

|                                                                                      |                        |       |                                                                             |                                                                                |
| 8 oktober British Home Championship 1960/61 № 342 «onderlinge duels» 15:00 uur (UTC) | Noord-Ierland          | 2 – 5 | Engeland                                                                    | Windsor Park, Belfast Toeschouwers: 60.000 Scheidsrechter: Hugh Phillips (SCO) |
| 8 oktober British Home Championship 1960/61 № 342 «onderlinge duels» 15:00 uur (UTC) | Billy McAdams 38', 57' |       | 16' Bobby Smith 41', 88' Jimmy Greaves 47' Bobby Charlton 80' Bryan Douglas | Windsor Park, Belfast Toeschouwers: 60.000 Scheidsrechter: Hugh Phillips (SCO) |

|                                                                            |           |                                                                                               |          |                                                                                   |
| 19 oktober WK 1962 kwalificatie № 343 «onderlinge duels» 19:30 uur (UTC+1) | Luxemburg | 0 – 9                                                                                         | Engeland | Stade Municipal, Luxemburg Toeschouwers: 5.500 Scheidsrechter: Joop Martens (NED) |
| 19 oktober WK 1962 kwalificatie № 343 «onderlinge duels» 19:30 uur (UTC+1) |           | 3', 7', 66' Bobby Charlton 16', 83', 85' Jimmy Greaves 22', 46' Bobby Smith 61' Johnny Haynes |          | Stade Municipal, Luxemburg Toeschouwers: 5.500 Scheidsrechter: Joop Martens (NED) |

|                                                                       |                                                         |       |                                  |                                                                                   |
| 26 oktober Vriendschappelijk № 344 «onderlinge duels» 14:30 uur (UTC) | Engeland                                                | 4 – 2 | Spanje                           | Wembley Stadium, Londen Toeschouwers: 80.000 Scheidsrechter: Maurice Guigue (FRA) |
| 26 oktober Vriendschappelijk № 344 «onderlinge duels» 14:30 uur (UTC) | Jimmy Greaves 1' Bryan Douglas 41' Bobby Smith 68', 79' |       | 14' Luis del Sol 51' Luis Suárez | Wembley Stadium, Londen Toeschouwers: 80.000 Scheidsrechter: Maurice Guigue (FRA) |

|                                                                                          |                                                                            |       |              |                                                                                   |
| 23 november British Home Championship 1960/61 № 345 «onderlinge duels» 14:30 uur (UTC+1) | Engeland                                                                   | 5 – 1 | Wales        | Wembley Stadium, Londen Toeschouwers: 65.000 Scheidsrechter: Bobby Davidson (SCO) |
| 23 november British Home Championship 1960/61 № 345 «onderlinge duels» 14:30 uur (UTC+1) | Jimmy Greaves 2', 70' Bobby Charlton 16' Bobby Smith 22' Johnny Haynes 61' |       | 85' Ken Leek | Wembley Stadium, Londen Toeschouwers: 65.000 Scheidsrechter: Bobby Davidson (SCO) |

### 1961
|                                                                                       | |       |                                                |                                                                                    |
| 15 april British Home Championship 1960/61 № 346 «onderlinge duels» 15:00 uur (UTC+1) | Engeland                                                                                                  | 9 – 3 | Schotland                                      | Wembley Stadium, Londen Toeschouwers: 97.350 Scheidsrechter: Marcel Lequesne (FRA) |
| 15 april British Home Championship 1960/61 № 346 «onderlinge duels» 15:00 uur (UTC+1) | Bobby Robson 9' Jimmy Greaves 21', 30', 83' Bryan Douglas 55' Bobby Smith 73', 85' Johnny Haynes 78', 82' |       | 49' Dave Mackay 54' Davie Wilson 75' Pat Quinn | Wembley Stadium, Londen Toeschouwers: 97.350 Scheidsrechter: Marcel Lequesne (FRA) |

|                                                                     | |       |        |                                                                                   |
| 10 mei Vriendschappelijk № 347 «onderlinge duels» 15:00 uur (UTC+1) | Engeland | 8 – 0 | Mexico | Wembley Stadium, Londen Toeschouwers: 77.000 Scheidsrechter: Bobby Davidson (SCO) |
| 10 mei Vriendschappelijk № 347 «onderlinge duels» 15:00 uur (UTC+1) | Gerry Hitchens 2' Bobby Charlton 12', 62', 73' Bobby Robson 23' Bryan Douglas 44', 85' Ron Flowers 59' (pen.) |       |        | Wembley Stadium, Londen Toeschouwers: 77.000 Scheidsrechter: Bobby Davidson (SCO) |

|                                                                        |                |       |                 |                                                                                             |
| 21 mei WK 1962 kwalificatie № 348 «onderlinge duels» 16:00 uur (UTC+1) | Portugal       | 1 – 1 | Engeland        | Estádio Nacional do Jamor, Oeiras Toeschouwers: 42.581 Scheidsrechter: Pietro Bonetto (ITA) |
| 21 mei WK 1962 kwalificatie № 348 «onderlinge duels» 16:00 uur (UTC+1) | José Águas 59' |       | 82' Ron Flowers | Estádio Nacional do Jamor, Oeiras Toeschouwers: 42.581 Scheidsrechter: Pietro Bonetto (ITA) |

|                                                                     |                                      |       |                                           |                                                                                     |
| 24 mei Vriendschappelijk № 349 «onderlinge duels» 16:00 uur (UTC+1) | Italië                               | 2 – 3 | Engeland                                  | Olympisch Stadion, Rome Toeschouwers: 62.000 Scheidsrechter: Nikolay Latyshev (URS) |
| 24 mei Vriendschappelijk № 349 «onderlinge duels» 16:00 uur (UTC+1) | Omar Sívori 43' Sergio Brighenti 74' |       | 39', 77' Gerry Hitchens 86' Jimmy Greaves | Olympisch Stadion, Rome Toeschouwers: 62.000 Scheidsrechter: Nikolay Latyshev (URS) |

|                                                                     |                                                      |       |                   |                                                                              |
| 27 mei Vriendschappelijk № 350 «onderlinge duels» 16:30 uur (UTC+1) | Oostenrijk                                           | 3 – 1 | Engeland          | Praterstadion, Wenen Toeschouwers: 90.726 Scheidsrechter: Karol Galbat (TCH) |
| 27 mei Vriendschappelijk № 350 «onderlinge duels» 16:30 uur (UTC+1) | Erich Hof 3' Horst Nemec 25' Helmut Senekowitsch 80' |       | 16' Jimmy Greaves | Praterstadion, Wenen Toeschouwers: 90.726 Scheidsrechter: Karol Galbat (TCH) |

|                                                                              |                                                            |       |                    |                                                                                  |
| 28 september WK 1962 kwalificatie № 351 «onderlinge duels» 19:30 uur (UTC+1) | Engeland                                                   | 4 – 1 | Luxemburg          | Arsenal Stadium, Londen Toeschouwers: 33.409 Scheidsrechter: Gérard Versyp (BEL) |
| 28 september WK 1962 kwalificatie № 351 «onderlinge duels» 19:30 uur (UTC+1) | Ray Pointer 35' Dennis Viollet 37' Bobby Charlton 45', 76' |       | 69' Camille Dimmer | Arsenal Stadium, Londen Toeschouwers: 33.409 Scheidsrechter: Gérard Versyp (BEL) |

|                                                                                         |                     |       |                   |                                                                               |
| 14 oktober British Home Championship 1961/62 № 352 «onderlinge duels» 15:00 uur (UTC+1) | Wales               | 1 – 1 | Engeland          | Ninian Park, Cardiff Toeschouwers: 61.566 Scheidsrechter: Hugh Phillips (SCO) |
| 14 oktober British Home Championship 1961/62 № 352 «onderlinge duels» 15:00 uur (UTC+1) | Graham Williams 30' |       | 44' Bryan Douglas | Ninian Park, Cardiff Toeschouwers: 61.566 Scheidsrechter: Hugh Phillips (SCO) |

|                                                                            |                                 |       |          |                                                                                 |
| 25 oktober WK 1962 kwalificatie № 353 «onderlinge duels» 14:30 uur (UTC+1) | Engeland                        | 2 – 0 | Portugal | Wembley Stadium, Londen Toeschouwers: 100.000 Scheidsrechter: Marcel Bois (FRA) |
| 25 oktober WK 1962 kwalificatie № 353 «onderlinge duels» 14:30 uur (UTC+1) | John Connelly 5' Ray Pointer 8' |       |          | Wembley Stadium, Londen Toeschouwers: 100.000 Scheidsrechter: Marcel Bois (FRA) |

|                                                                                        |                    |       |                   |                                                                                  |
| 22 november British Home Championship 1961/62 № 354 «onderlinge duels» 14:30 uur (UTC) | Engeland           | 1 – 1 | Noord-Ierland     | Wembley Stadium, Londen Toeschouwers: 30.000 Scheidsrechter: Leo Callaghan (WAL) |
| 22 november British Home Championship 1961/62 № 354 «onderlinge duels» 14:30 uur (UTC) | Bobby Charlton 20' |       | 81' Jimmy McIlroy | Wembley Stadium, Londen Toeschouwers: 30.000 Scheidsrechter: Leo Callaghan (WAL) |

### 1962
|                                                                      |                                                       |       |                |                                                                                    |
| 4 april Vriendschappelijk № 355 «onderlinge duels» 15:00 uur (UTC+1) | Engeland                                              | 3 – 1 | Oostenrijk     | Wembley Stadium, Londen Toeschouwers: 50.000 Scheidsrechter: Pierre Schwinte (FRA) |
| 4 april Vriendschappelijk № 355 «onderlinge duels» 15:00 uur (UTC+1) | Ray Crawford 7' Ron Flowers 38' (pen.) Roger Hunt 68' |       | 76' Hans Buzek | Wembley Stadium, Londen Toeschouwers: 50.000 Scheidsrechter: Pierre Schwinte (FRA) |

|                                                                                       |                                         |       |          |                                                                            |
| 14 april British Home Championship 1961/62 № 356 «onderlinge duels» 15:00 uur (UTC+1) | Schotland                               | 2 – 0 | Engeland | Hampden Park, Glasgow Toeschouwers: 132.441 Scheidsrechter: Leo Horn (NED) |
| 14 april British Home Championship 1961/62 № 356 «onderlinge duels» 15:00 uur (UTC+1) | Davie Wilson 13' Eric Caldow 88' (pen.) |       |          | Hampden Park, Glasgow Toeschouwers: 132.441 Scheidsrechter: Leo Horn (NED) |

|                                                                    |                                                      |       |                    |                                                                                            |
| 9 mei Vriendschappelijk № 357 «onderlinge duels» 15:00 uur (UTC+1) | Engeland                                             | 3 – 1 | Zwitserland        | Wembley Stadium, Londen Toeschouwers: 30.000 Scheidsrechter: Daniel Zariquiegui Izco (ESP) |
| 9 mei Vriendschappelijk № 357 «onderlinge duels» 15:00 uur (UTC+1) | Ron Flowers 20' Gerry Hitchens 21' John Connelly 36' |       | 32' Anton Allemann | Wembley Stadium, Londen Toeschouwers: 30.000 Scheidsrechter: Daniel Zariquiegui Izco (ESP) |

|                                                   |      |                                                    |          |                                                                                |
| 20 mei Vriendschappelijk № 358 «onderlinge duels» | Peru | 0 – 4                                              | Engeland | Estadio Nacional, Lima Toeschouwers: 32.565 Scheidsrechter: Erwin Hieger (PER) |
| 20 mei Vriendschappelijk № 358 «onderlinge duels» |      | 15' (pen.) Ron Flowers 24', 37', 38' Jimmy Greaves |          | Estadio Nacional, Lima Toeschouwers: 32.565 Scheidsrechter: Erwin Hieger (PER) |

| Wereldkampioenschap voetbal 1962 |
| -------------------------------- |

|                                                                   |                        |       |                                    |                                                                                        |
| 31 mei WK 1962 Groep D № 359 «onderlinge duels» 15:00 uur (UTC−4) | Engeland               | 1 – 2 | Hongarije                          | Estadio Braden Copper Co., Rancagua Toeschouwers: 7.938 Scheidsrechter: Leo Horn (NED) |
| 31 mei WK 1962 Groep D № 359 «onderlinge duels» 15:00 uur (UTC−4) | Ron Flowers 60' (pen.) |       | 17' Lajos Tichy 71' Flórián Albert | Estadio Braden Copper Co., Rancagua Toeschouwers: 7.938 Scheidsrechter: Leo Horn (NED) |

|                                                                   |                     |       |                                                             |                                                                                                |
| 2 juni WK 1962 Groep D № 360 «onderlinge duels» 15:00 uur (UTC−4) | Argentinië          | 1 – 3 | Engeland                                                    | Estadio Braden Copper Co., Rancagua Toeschouwers: 9.794 Scheidsrechter: Nikolay Latyshev (URS) |
| 2 juni WK 1962 Groep D № 360 «onderlinge duels» 15:00 uur (UTC−4) | José Sanfilippo 81' |       | 18' (pen.) Ron Flowers 42' Bobby Charlton 67' Jimmy Greaves | Estadio Braden Copper Co., Rancagua Toeschouwers: 9.794 Scheidsrechter: Nikolay Latyshev (URS) |

|                                                                   |           |       |          |                                                                                              |
| 7 juni WK 1962 Groep D № 361 «onderlinge duels» 15:00 uur (UTC−4) | Bulgarije | 0 – 0 | Engeland | Estadio Braden Copper Co., Rancagua Toeschouwers: 5.700 Scheidsrechter: Arthur Blavier (BEL) |
| 7 juni WK 1962 Groep D № 361 «onderlinge duels» 15:00 uur (UTC−4) |           |       |          | Estadio Braden Copper Co., Rancagua Toeschouwers: 5.700 Scheidsrechter: Arthur Blavier (BEL) |

|                                                                        |                             |       |                    |                                                                                            |
| 10 juni WK 1962 Kwartfinale № 362 «onderlinge duels» 14:30 uur (UTC−4) | Brazilië                    | 3 – 1 | Engeland           | Estadio Sausalito, Viña del Mar Toeschouwers: 17.736 Scheidsrechter: Pierre Schwinte (FRA) |
| 10 juni WK 1962 Kwartfinale № 362 «onderlinge duels» 14:30 uur (UTC−4) | Garrincha 31', 59' Vavá 53' |       | 38' Gerry Hitchens | Estadio Sausalito, Viña del Mar Toeschouwers: 17.736 Scheidsrechter: Pierre Schwinte (FRA) |

|  |  |  |  |  |  |  |  |  |

|                                                                           |                        |       |                |                                                                                 |
| 3 oktober EK 1964 kwalificatie № 363 «onderlinge duels» 19:30 uur (UTC+1) | Engeland               | 1 – 1 | Frankrijk      | Hillsborough, Sheffield Toeschouwers: 35.380 Scheidsrechter: Frede Hansen (DEN) |
| 3 oktober EK 1964 kwalificatie № 363 «onderlinge duels» 19:30 uur (UTC+1) | Ron Flowers 75' (pen.) |       | 8' Yvon Goujon | Hillsborough, Sheffield Toeschouwers: 35.380 Scheidsrechter: Frede Hansen (DEN) |

|                                                                                         |               |       |                                            |                                                                                |
| 20 oktober British Home Championship 1962/63 № 364 «onderlinge duels» 15:00 uur (UTC+1) | Noord-Ierland | 1 – 3 | Engeland                                   | Windsor Park, Belfast Toeschouwers: 55.000 Scheidsrechter: James Barclay (SCO) |
| 20 oktober British Home Championship 1962/63 № 364 «onderlinge duels» 15:00 uur (UTC+1) | Hugh Barr 62' |       | 38' Jimmy Greaves 71', 73' Michael O'Grady | Windsor Park, Belfast Toeschouwers: 55.000 Scheidsrechter: James Barclay (SCO) |

|                                                                                        |                                                                      |       |       |                                                                                 |
| 21 november British Home Championship 1962/63 № 365 «onderlinge duels» 14:15 uur (UTC) | Engeland                                                             | 4 – 0 | Wales | Wembley Stadium, Londen Toeschouwers: 27.500 Scheidsrechter: Sam Carswell (NIR) |
| 21 november British Home Championship 1962/63 № 365 «onderlinge duels» 14:15 uur (UTC) | John Connelly 7' Alan Peacock 35' Alan Peacock 63' Jimmy Greaves 88' |       |       | Wembley Stadium, Londen Toeschouwers: 27.500 Scheidsrechter: Sam Carswell (NIR) |

### 1963
|                                                                             |                                                                 |       |                                    |                                                                                       |
| 27 februari EK 1964 kwalificatie № 366 «onderlinge duels» 20:30 uur (UTC+1) | Frankrijk                                                       | 5 – 2 | Engeland                           | Parc des Princes, Parijs Toeschouwers: 23.986 Scheidsrechter: Jozef Kandlbinder (FRG) |
| 27 februari EK 1964 kwalificatie № 366 «onderlinge duels» 20:30 uur (UTC+1) | Maryan Wisniewski 3', 75' Yvon Douis 32' Lucien Cossou 43', 82' |       | 57' Bobby Smith 74' Bobby Tambling | Parc des Princes, Parijs Toeschouwers: 23.986 Scheidsrechter: Jozef Kandlbinder (FRG) |

|                                                                                      |                   |       |                            |                                                                             |
| 6 april British Home Championship 1962/63 № 367 «onderlinge duels» 15:00 uur (UTC+1) | Engeland          | 1 – 2 | Schotland                  | Wembley Stadium, Londen Toeschouwers: 98.606 Scheidsrechter: Leo Horn (NED) |
| 6 april British Home Championship 1962/63 № 367 «onderlinge duels» 15:00 uur (UTC+1) | Bryan Douglas 80' |       | 28', 30' (pen.) Jim Baxter | Wembley Stadium, Londen Toeschouwers: 98.606 Scheidsrechter: Leo Horn (NED) |

|                                                                    |                   |       |          |                                                                             |
| 8 mei Vriendschappelijk № 368 «onderlinge duels» 15:00 uur (UTC+1) | Engeland          | 1 – 1 | Brazilië | Wembley Stadium, Londen Toeschouwers: 92.000 Scheidsrechter: Leo Horn (NED) |
| 8 mei Vriendschappelijk № 368 «onderlinge duels» 15:00 uur (UTC+1) | Bryan Douglas 86' |       | 18' Pepe | Wembley Stadium, Londen Toeschouwers: 92.000 Scheidsrechter: Leo Horn (NED) |

|                                                                     |                                     |       |                                                           |                                                                                 |
| 29 mei Vriendschappelijk № 369 «onderlinge duels» 17:00 uur (UTC+1) | Tsjecho-Slowakije                   | 2 – 4 | Engeland                                                  | Tehelné pole, Bratislava Toeschouwers: 50.000 Scheidsrechter: Bertil Lööw (SWE) |
| 29 mei Vriendschappelijk № 369 «onderlinge duels» 17:00 uur (UTC+1) | Adolf Scherer 52' Josef Kadraba 72' |       | 18', 81' Jimmy Greaves 45' Bobby Smith 71' Bobby Charlton | Tehelné pole, Bratislava Toeschouwers: 50.000 Scheidsrechter: Bertil Lööw (SWE) |

|                                                                     |                 |       |                                   |                                                                                       |
| 2 juni Vriendschappelijk № 370 «onderlinge duels» 15:30 uur (UTC+1) | DDR             | 1 – 2 | Engeland                          | Zentralstadion, Leipzig Toeschouwers: 90.000 Scheidsrechter: Konstantin Zečević (YUG) |
| 2 juni Vriendschappelijk № 370 «onderlinge duels» 15:30 uur (UTC+1) | Peter Ducke 24' |       | 45' Roger Hunt 70' Bobby Charlton | Zentralstadion, Leipzig Toeschouwers: 90.000 Scheidsrechter: Konstantin Zečević (YUG) |

|                                                                     |                    |       |                                                                                                   |                                                                               |
| 5 juni Vriendschappelijk № 371 «onderlinge duels» 19:45 uur (UTC+1) | Zwitserland        | 1 – 8 | Engeland                                                                                          | St. Jakob-Park, Bazel Toeschouwers: 47.588 Scheidsrechter: István Zsolt (HUN) |
| 5 juni Vriendschappelijk № 371 «onderlinge duels» 19:45 uur (UTC+1) | Heinz Bertschi 43' |       | 19', 55', 83' Bobby Charlton 30', 50' Johnny Byrne 42' Bryan Douglas 69' Tony Kay 75' Jimmy Melia | St. Jakob-Park, Bazel Toeschouwers: 47.588 Scheidsrechter: István Zsolt (HUN) |

|                                                                                       |       |                                                          |          |                                                                                |
| 12 oktober British Home Championship 1963/64 № 372 «onderlinge duels» 15:00 uur (UTC) | Wales | 0 – 4                                                    | Engeland | Ninian Park, Cardiff Toeschouwers: 48.350 Scheidsrechter: Willie Brittle (SCO) |
| 12 oktober British Home Championship 1963/64 № 372 «onderlinge duels» 15:00 uur (UTC) |       | 5', 68' Bobby Smith 67' Jimmy Greaves 86' Bobby Charlton |          | Ninian Park, Cardiff Toeschouwers: 48.350 Scheidsrechter: Willie Brittle (SCO) |

|                                                                                             |                                   |       |                    |                                                                                    |
| 23 oktober Vriendschappelijk 100-jarig jubileum Engelse Voetbalbond № 373 14:45 uur (UTC+1) | Engeland                          | 2 – 1 | Rest van de wereld | Wembley Stadium, Londen Toeschouwers: 100.000 Scheidsrechter: Bobby Davidson (SCO) |
| 23 oktober Vriendschappelijk 100-jarig jubileum Engelse Voetbalbond № 373 14:45 uur (UTC+1) | Terry Paine 66' Jimmy Greaves 90' |       | 82' Denis Law      | Wembley Stadium, Londen Toeschouwers: 100.000 Scheidsrechter: Bobby Davidson (SCO) |

|                                                                                        |                                                                            |       |                                          |                                                                                  |
| 20 november British Home Championship 1963/64 № 374 «onderlinge duels» 19:30 uur (UTC) | Engeland                                                                   | 8 – 3 | Noord-Ierland                            | Wembley Stadium, Londen Toeschouwers: 55.000 Scheidsrechter: Leo Callaghan (WAL) |
| 20 november British Home Championship 1963/64 № 374 «onderlinge duels» 19:30 uur (UTC) | Terrry Paine 2', 37', 61' Jimmy Greaves 20', 30', 60', 65' Bobby Smith 46' |       | 42' Johnny Crossan 74', 85' Sammy Wilson | Wembley Stadium, Londen Toeschouwers: 55.000 Scheidsrechter: Leo Callaghan (WAL) |

### 1964
|                                                                                       |                  |       |          |                                                                            |
| 11 april British Home Championship 1963/64 № 375 «onderlinge duels» 15:00 uur (UTC+1) | Schotland        | 1 – 0 | Engeland | Hampden Park, Glasgow Toeschouwers: 133.245 Scheidsrechter: Leo Horn (NED) |
| 11 april British Home Championship 1963/64 № 375 «onderlinge duels» 15:00 uur (UTC+1) | Alan Gilzean 78' |       |          | Hampden Park, Glasgow Toeschouwers: 133.245 Scheidsrechter: Leo Horn (NED) |

|                                                                    |                       |       |                           |                                                                                 |
| 6 mei Vriendschappelijk № 376 «onderlinge duels» 15:00 uur (UTC+1) | Engeland              | 2 – 1 | Uruguay                   | Wembley Stadium, Londen Toeschouwers: 55.000 Scheidsrechter: István Zsolt (HUN) |
| 6 mei Vriendschappelijk № 376 «onderlinge duels» 15:00 uur (UTC+1) | Johnny Byrne 43', 52' |       | 78' Pedro Alberto Spencer | Wembley Stadium, Londen Toeschouwers: 55.000 Scheidsrechter: István Zsolt (HUN) |

| |                                          |       |                                               |                                                                                               |
| 17 mei Vriendschappelijk 50-jarig jubileum Portugese Voetbalbond № 377 «onderlinge duels» 17:00 uur (UTC+1) | Portugal                                 | 3 – 4 | Engeland                                      | Estádio Nacional do Jamor, Oeiras Toeschouwers: 40.000 Scheidsrechter: Juan Gardeazábal (ESP) |
| 17 mei Vriendschappelijk 50-jarig jubileum Portugese Voetbalbond № 377 «onderlinge duels» 17:00 uur (UTC+1) | José Augusto Torres 18', 47' Eusébio 53' |       | 21', 57', 88' Johnny Byrne 29' Bobby Charlton | Estádio Nacional do Jamor, Oeiras Toeschouwers: 40.000 Scheidsrechter: Juan Gardeazábal (ESP) |

|                                                                     |                     |       |                                                      |                                                                                  |
| 24 mei Vriendschappelijk № 378 «onderlinge duels» 15:30 uur (UTC+1) | Ierland             | 1 – 3 | Engeland                                             | Dalymount Park, Dublin Toeschouwers: 40.000 Scheidsrechter: Bobby Davidson (SCO) |
| 24 mei Vriendschappelijk № 378 «onderlinge duels» 15:30 uur (UTC+1) | Freddie Strahan 42' |       | 9' George Eastham 22' Johnny Byrne 56' Jimmy Greaves | Dalymount Park, Dublin Toeschouwers: 40.000 Scheidsrechter: Bobby Davidson (SCO) |

|                                                                     |                  |                                                                                                   |          |                                                                                |
| 27 mei Vriendschappelijk № 379 «onderlinge duels» 20:00 uur (UTC−4) | Verenigde Staten | 0 – 10                                                                                            | Engeland | Downing Stadium, New York Toeschouwers: 5.062 Scheidsrechter: Ray Morgan (CAN) |
| 27 mei Vriendschappelijk № 379 «onderlinge duels» 20:00 uur (UTC−4) |                  | 4', 22', 53', 64' Roger Hunt 6', 47', 74' Fred Pickering 49', 68' Terrry Paine 67' Bobby Charlton |          | Downing Stadium, New York Toeschouwers: 5.062 Scheidsrechter: Ray Morgan (CAN) |

|                                                                                     |                                                   |       |                   |                                                                                     |
| 30 mei Vriendschappelijk Taça das Nações № 380 «onderlinge duels» 21:00 uur (UTC−3) | Brazilië                                          | 5 – 1 | Engeland          | Maracanã, Rio de Janeiro Toeschouwers: 76.859 Scheidsrechter: Pierre Schwinte (FRA) |
| 30 mei Vriendschappelijk Taça das Nações № 380 «onderlinge duels» 21:00 uur (UTC−3) | Rinaldo 35' Pelé 63' Julinho 68' Roberto Dias 88' |       | 48' Jimmy Greaves | Maracanã, Rio de Janeiro Toeschouwers: 76.859 Scheidsrechter: Pierre Schwinte (FRA) |

|                                                                                     |                |       |                    |                                                                                           |
| 4 juni Vriendschappelijk Taça das Nações № 381 «onderlinge duels» 21:00 uur (UTC−3) | Engeland       | 1 – 1 | Portugal           | Estádio do Pacaembu, São Paulo Toeschouwers: 25.000 Scheidsrechter: Armando Marques (BRA) |
| 4 juni Vriendschappelijk Taça das Nações № 381 «onderlinge duels» 21:00 uur (UTC−3) | Roger Hunt 58' |       | 42' Fernando Peres | Estádio do Pacaembu, São Paulo Toeschouwers: 25.000 Scheidsrechter: Armando Marques (BRA) |

|                                                                                     |                   |       |          |                                                                              |
| 6 juni Vriendschappelijk Taça das Nações № 382 «onderlinge duels» 21:00 uur (UTC−3) | Argentinië        | 1 – 0 | Engeland | Maracanã, Rio de Janeiro Toeschouwers: 15.000 Scheidsrechter: Leo Horn (NED) |
| 6 juni Vriendschappelijk Taça das Nações № 382 «onderlinge duels» 21:00 uur (UTC−3) | Alfredo Rojas 66' |       |          | Maracanã, Rio de Janeiro Toeschouwers: 15.000 Scheidsrechter: Leo Horn (NED) |

|                                                                                        |                                          |       |                                               |                                                                                 |
| 3 oktober British Home Championship 1964/65 № 383 «onderlinge duels» 15:00 uur (UTC+1) | Noord-Ierland                            | 3 – 4 | Engeland                                      | Windsor Park, Belfast Toeschouwers: 58.000 Scheidsrechter: Willie Brittle (SCO) |
| 3 oktober British Home Championship 1964/65 № 383 «onderlinge duels» 15:00 uur (UTC+1) | Sammy Wilson 52' Jim McLaughlin 55', 67' |       | 7' Fred Pickering 12', 16', 24' Jimmy Greaves | Windsor Park, Belfast Toeschouwers: 58.000 Scheidsrechter: Willie Brittle (SCO) |

|                                                                         |                                    |       |                                      |                                                                                      |
| 21 oktober Vriendschappelijk № 384 «onderlinge duels» 19:30 uur (UTC+1) | Engeland                           | 2 – 2 | België                               | Wembley Stadium, Londen Toeschouwers: 55.000 Scheidsrechter: Concetto Lo Bello (ITA) |
| 21 oktober Vriendschappelijk № 384 «onderlinge duels» 19:30 uur (UTC+1) | Fred Pickering 32' Alan Hinton 70' |       | 22' Jean Cornelis 42' Paul Van Himst | Wembley Stadium, Londen Toeschouwers: 55.000 Scheidsrechter: Concetto Lo Bello (ITA) |

|                                                                                        |                        |       |                 |                                                                                    |
| 18 november British Home Championship 1964/65 № 385 «onderlinge duels» 19:30 uur (UTC) | Engeland               | 2 – 1 | Wales           | Wembley Stadium, Londen Toeschouwers: 40.000 Scheidsrechter: Thomas Mitchell (NIR) |
| 18 november British Home Championship 1964/65 № 385 «onderlinge duels» 19:30 uur (UTC) | Frank Wignall 17', 60' |       | 75' Cliff Jones | Wembley Stadium, Londen Toeschouwers: 40.000 Scheidsrechter: Thomas Mitchell (NIR) |

|                                                                         |                  |       |                   |                                                                                       |
| 9 december Vriendschappelijk № 386 «onderlinge duels» 20:00 uur (UTC+1) | Nederland        | 1 – 1 | Engeland          | Olympisch Stadion, Amsterdam Toeschouwers: 58.000 Scheidsrechter: Joseph Hannet (BEL) |
| 9 december Vriendschappelijk № 386 «onderlinge duels» 20:00 uur (UTC+1) | Coen Moulijn 77' |       | 85' Jimmy Greaves | Olympisch Stadion, Amsterdam Toeschouwers: 58.000 Scheidsrechter: Joseph Hannet (BEL) |

### 1965
|                                                                                       |                                      |       |                               |                                                                                 |
| 10 april British Home Championship 1964/65 № 387 «onderlinge duels» 15:00 uur (UTC+1) | Engeland                             | 2 – 2 | Schotland                     | Wembley Stadium, Londen Toeschouwers: 98.199 Scheidsrechter: István Zsolt (HUN) |
| 10 april British Home Championship 1964/65 № 387 «onderlinge duels» 15:00 uur (UTC+1) | Bobby Charlton 24' Jimmy Greaves 34' |       | 40' Denis Law 59' Ian St John | Wembley Stadium, Londen Toeschouwers: 98.199 Scheidsrechter: István Zsolt (HUN) |

|                                                                    |                   |       |           |                                                                                    |
| 5 mei Vriendschappelijk № 388 «onderlinge duels» 15:00 uur (UTC+1) | Engeland          | 1 – 0 | Hongarije | Wembley Stadium, Londen Toeschouwers: 50.000 Scheidsrechter: Pierre Schwinte (FRA) |
| 5 mei Vriendschappelijk № 388 «onderlinge duels» 15:00 uur (UTC+1) | Jimmy Greaves 16' |       |           | Wembley Stadium, Londen Toeschouwers: 50.000 Scheidsrechter: Pierre Schwinte (FRA) |

|                                                                    |                       |       |                   |                                                                                  |
| 9 mei Vriendschappelijk № 389 «onderlinge duels» 16:30 uur (UTC+1) | Joegoslavië           | 1 – 1 | Engeland          | Rode Sterstadion, Belgrado Toeschouwers: 60.000 Scheidsrechter: Gyula Gere (HUN) |
| 9 mei Vriendschappelijk № 389 «onderlinge duels» 16:30 uur (UTC+1) | Vladica Kovačević 15' |       | 22' Barry Bridges | Rode Sterstadion, Belgrado Toeschouwers: 60.000 Scheidsrechter: Gyula Gere (HUN) |

|                                                                     |                |                  |          |                                                                                         |
| 12 mei Vriendschappelijk № 390 «onderlinge duels» 18:00 uur (UTC+1) | West-Duitsland | 0 – 1            | Engeland | Städtisches Stadion, Neurenberg Toeschouwers: 65.000 Scheidsrechter: István Zsolt (HUN) |
| 12 mei Vriendschappelijk № 390 «onderlinge duels» 18:00 uur (UTC+1) |                | 37' Terrry Paine |          | Städtisches Stadion, Neurenberg Toeschouwers: 65.000 Scheidsrechter: István Zsolt (HUN) |

|                                                                     |                   |       |                                |                                                                            |
| 16 mei Vriendschappelijk № 391 «onderlinge duels» 16:00 uur (UTC+1) | Zweden            | 1 – 2 | Engeland                       | Ullevi, Göteborg Toeschouwers: 18.974 Scheidsrechter: Henri Faucheux (FRA) |
| 16 mei Vriendschappelijk № 391 «onderlinge duels» 16:00 uur (UTC+1) | Leif Eriksson 37' |       | 9' Alan Ball 72' John Connelly | Ullevi, Göteborg Toeschouwers: 18.974 Scheidsrechter: Henri Faucheux (FRA) |

|                                                                                        |       |       |          |                                                                                |
| 2 oktober British Home Championship 1965/66 № 392 «onderlinge duels» 15:00 uur (UTC+1) | Wales | 0 – 0 | Engeland | Ninian Park, Cardiff Toeschouwers: 30.000 Scheidsrechter: Archie Webster (SCO) |
| 2 oktober British Home Championship 1965/66 № 392 «onderlinge duels» 15:00 uur (UTC+1) |       |       |          | Ninian Park, Cardiff Toeschouwers: 30.000 Scheidsrechter: Archie Webster (SCO) |

|                                                                         |                                     |       |                                         |                                                                                    |
| 20 oktober Vriendschappelijk № 393 «onderlinge duels» 19:45 uur (UTC+1) | Engeland                            | 2 – 3 | Oostenrijk                              | Wembley Stadium, Londen Toeschouwers: 65.000 Scheidsrechter: Pierre Schwinte (FRA) |
| 20 oktober Vriendschappelijk № 393 «onderlinge duels» 19:45 uur (UTC+1) | Bobby Charlton 3' John Connelly 59' |       | 53' Rudolf Flögel 73', 80' Toni Fritsch | Wembley Stadium, Londen Toeschouwers: 65.000 Scheidsrechter: Pierre Schwinte (FRA) |

|                                                                                        |                                |       |                   |                                                                                  |
| 10 november British Home Championship 1965/66 № 394 «onderlinge duels» 19:45 uur (UTC) | Engeland                       | 2 – 1 | Noord-Ierland     | Wembley Stadium, Londen Toeschouwers: 70.000 Scheidsrechter: Leo Callaghan (WAL) |
| 10 november British Home Championship 1965/66 № 394 «onderlinge duels» 19:45 uur (UTC) | Joe Baker 19' Alan Peacock 73' |       | 21' Willie Irvine | Wembley Stadium, Londen Toeschouwers: 70.000 Scheidsrechter: Leo Callaghan (WAL) |

|                                                                         |        |                             |          |                                                                                                |
| 8 december Vriendschappelijk № 395 «onderlinge duels» 20:30 uur (UTC+1) | Spanje | 0 – 2                       | Engeland | Estadio Santiago Bernabéu, Madrid Toeschouwers: 30.000 Scheidsrechter: Concetto Lo Bello (ITA) |
| 8 december Vriendschappelijk № 395 «onderlinge duels» 20:30 uur (UTC+1) |        | 8' Joe Baker 58' Roger Hunt |          | Estadio Santiago Bernabéu, Madrid Toeschouwers: 30.000 Scheidsrechter: Concetto Lo Bello (ITA) |

### 1966
|                                                                      |                 |       |                 |                                                                                   |
| 5 januari Vriendschappelijk № 396 «onderlinge duels» 19:30 uur (UTC) | Engeland        | 1 – 1 | Polen           | Goodison Park, Liverpool Toeschouwers: 47.839 Scheidsrechter: Joseph Hannet (BEL) |
| 5 januari Vriendschappelijk № 396 «onderlinge duels» 19:30 uur (UTC) | Bobby Moore 74' |       | 43' Jerzy Sadek | Goodison Park, Liverpool Toeschouwers: 47.839 Scheidsrechter: Joseph Hannet (BEL) |

|                                                                        |                  |       |                |                                                                                |
| 23 februari Vriendschappelijk № 397 «onderlinge duels» 19:45 uur (UTC) | Engeland         | 1 – 0 | West-Duitsland | Wembley Stadium, Londen Toeschouwers: 75.000 Scheidsrechter: Piet Roomer (NED) |
| 23 februari Vriendschappelijk № 397 «onderlinge duels» 19:45 uur (UTC) | Nobby Stiles 41' |       |                | Wembley Stadium, Londen Toeschouwers: 75.000 Scheidsrechter: Piet Roomer (NED) |

|                                                                                      |                                        |       |                                                        |                                                                                  |
| 2 april British Home Championship 1965/66 № 398 «onderlinge duels» 15:00 uur (UTC+1) | Schotland                              | 3 – 4 | Engeland                                               | Hampden Park, Glasgow Toeschouwers: 123.052 Scheidsrechter: Henri Faucheux (FRA) |
| 2 april British Home Championship 1965/66 № 398 «onderlinge duels» 15:00 uur (UTC+1) | Denis Law 41' Jimmy Johnstone 62', 81' |       | 18' Geoff Hurst 34', 47' Roger Hunt 73' Bobby Charlton | Hampden Park, Glasgow Toeschouwers: 123.052 Scheidsrechter: Henri Faucheux (FRA) |

|                                                                    |                                     |       |             |                                                                                   |
| 4 mei Vriendschappelijk № 399 «onderlinge duels» 19:45 uur (UTC+1) | Engeland                            | 2 – 0 | Joegoslavië | Wembley Stadium, Londen Toeschouwers: 54.000 Scheidsrechter: Johannes Malka (FRG) |
| 4 mei Vriendschappelijk № 399 «onderlinge duels» 19:45 uur (UTC+1) | Jimmy Greaves 9' Bobby Charlton 34' |       |             | Wembley Stadium, Londen Toeschouwers: 54.000 Scheidsrechter: Johannes Malka (FRG) |

|                                                                      |         |                                                      |          |                                                                                     |
| 26 juni Vriendschappelijk № 400 «onderlinge duels» 19:00 uur (UTC+2) | Finland | 0 – 3                                                | Engeland | Olympisch Stadion, Helsinki Toeschouwers: 12.899 Scheidsrechter: Frede Hansen (DEN) |
| 26 juni Vriendschappelijk № 400 «onderlinge duels» 19:00 uur (UTC+2) |         | 42' Martin Peters 44' Roger Hunt 89' Jackie Charlton |          | Olympisch Stadion, Helsinki Toeschouwers: 12.899 Scheidsrechter: Frede Hansen (DEN) |

|                                                                      |                 |       |                                                                    |                                                                                 |
| 29 juni Vriendschappelijk № 401 «onderlinge duels» 19:00 uur (UTC+1) | Noorwegen       | 1 – 6 | Engeland                                                           | Ullevaalstadion, Oslo Toeschouwers: 29.501 Scheidsrechter: Hasse Carlsson (SWE) |
| 29 juni Vriendschappelijk № 401 «onderlinge duels» 19:00 uur (UTC+1) | Harald Sunde 4' |       | 20', 24', 44', 74' Jimmy Greaves 22' John Connelly 40' Bobby Moore | Ullevaalstadion, Oslo Toeschouwers: 29.501 Scheidsrechter: Hasse Carlsson (SWE) |

|                                                                     |            |                                        |          |                                                                                         |
| 3 juli Vriendschappelijk № 402 «onderlinge duels» 19:00 uur (UTC+1) | Denemarken | 0 – 2                                  | Engeland | Københavns Idrætspark, Kopenhagen Toeschouwers: 31.900 Scheidsrechter: Ray Morgan (CAN) |
| 3 juli Vriendschappelijk № 402 «onderlinge duels» 19:00 uur (UTC+1) |            | 44' Jackie Charlton 61' George Eastham |          | Københavns Idrætspark, Kopenhagen Toeschouwers: 31.900 Scheidsrechter: Ray Morgan (CAN) |

|                                                                     |       |                |          |                                                                                |
| 5 juli Vriendschappelijk № 403 «onderlinge duels» 18:00 uur (UTC+1) | Polen | 0 – 1          | Engeland | Śląskistadion, Chorzów Toeschouwers: 93.000 Scheidsrechter: István Zsolt (HUN) |
| 5 juli Vriendschappelijk № 403 «onderlinge duels» 18:00 uur (UTC+1) |       | 13' Roger Hunt |          | Śląskistadion, Chorzów Toeschouwers: 93.000 Scheidsrechter: István Zsolt (HUN) |

| Wereldkampioenschap voetbal 1966 |
| -------------------------------- |

|                                                                    |          |       |         |                                                                                 |
| 11 juli WK 1966 Groep A № 404 «onderlinge duels» 19:30 uur (UTC+1) | Engeland | 0 – 0 | Uruguay | Wembley Stadium, Londen Toeschouwers: 87.148 Scheidsrechter: István Zsolt (HUN) |
| 11 juli WK 1966 Groep A № 404 «onderlinge duels» 19:30 uur (UTC+1) |          |       |         | Wembley Stadium, Londen Toeschouwers: 87.148 Scheidsrechter: István Zsolt (HUN) |

|                                                                    |                                   |       |        |                                                                                      |
| 16 juli WK 1966 Groep A № 405 «onderlinge duels» 19:30 uur (UTC+1) | Engeland                          | 2 – 0 | Mexico | Wembley Stadium, Londen Toeschouwers: 92.570 Scheidsrechter: Concetto Lo Bello (ITA) |
| 16 juli WK 1966 Groep A № 405 «onderlinge duels» 19:30 uur (UTC+1) | Bobby Charlton 38' Roger Hunt 74' |       |        | Wembley Stadium, Londen Toeschouwers: 92.570 Scheidsrechter: Concetto Lo Bello (ITA) |

|                                                                    |                     |       |           |                                                                                    |
| 20 juli WK 1966 Groep A № 406 «onderlinge duels» 19:30 uur (UTC+1) | Engeland            | 2 – 0 | Frankrijk | Wembley Stadium, Londen Toeschouwers: 98.270 Scheidsrechter: Arturo Yamasaki (PER) |
| 20 juli WK 1966 Groep A № 406 «onderlinge duels» 19:30 uur (UTC+1) | Roger Hunt 39', 76' |       |           | Wembley Stadium, Londen Toeschouwers: 98.270 Scheidsrechter: Arturo Yamasaki (PER) |

|                                                                        |                 |       |            |                                                                                     |
| 23 juli WK 1966 Kwartfinale № 407 «onderlinge duels» 15:00 uur (UTC+1) | Engeland        | 1 – 0 | Argentinië | Wembley Stadium, Londen Toeschouwers: 90.584 Scheidsrechter: Rudolf Kreitlein (FRG) |
| 23 juli WK 1966 Kwartfinale № 407 «onderlinge duels» 15:00 uur (UTC+1) | Geoff Hurst 78' |       |            | Wembley Stadium, Londen Toeschouwers: 90.584 Scheidsrechter: Rudolf Kreitlein (FRG) |

|                                                                         |                         |       |                    |                                                                                    |
| 26 juli WK 1966 Halve finale № 408 «onderlinge duels» 19:30 uur (UTC+1) | Engeland                | 2 – 1 | Portugal           | Wembley Stadium, Londen Toeschouwers: 94.493 Scheidsrechter: Pierre Schwinte (FRA) |
| 26 juli WK 1966 Halve finale № 408 «onderlinge duels» 19:30 uur (UTC+1) | Bobby Charlton 30', 79' |       | 82' (pen.) Eusébio | Wembley Stadium, Londen Toeschouwers: 94.493 Scheidsrechter: Pierre Schwinte (FRA) |

|                                                                   |                                               |       |                                      |                                                                                     |
| 30 juli WK 1966 Finale № 409 «onderlinge duels» 15:00 uur (UTC+1) | Engeland                                      | 4 – 2 | West-Duitsland                       | Wembley Stadium, Londen Toeschouwers: 96.924 Scheidsrechter: Gottfried Dienst (FRG) |
| 30 juli WK 1966 Finale № 409 «onderlinge duels» 15:00 uur (UTC+1) | Geoff Hurst 18', 101', 120' Martin Peters 78' |       | 12' Helmut Haller 90' Wolfgang Weber | Wembley Stadium, Londen Toeschouwers: 96.924 Scheidsrechter: Gottfried Dienst (FRG) |

|  |  |  |  |  |  |  |  |  |

| |               |                                  |          |                                                                                 |
| 22 oktober British Home Championship 1966/67 / EK 1968 kwalificatie № 410 «onderlinge duels» 15:00 uur (UTC+1) | Noord-Ierland | 0 – 2                            | Engeland | Windsor Park, Belfast Toeschouwers: 47.897 Scheidsrechter: Bobby Davidson (SCO) |
| 22 oktober British Home Championship 1966/67 / EK 1968 kwalificatie № 410 «onderlinge duels» 15:00 uur (UTC+1) |               | 40' Roger Hunt 59' Martin Peters |          | Windsor Park, Belfast Toeschouwers: 47.897 Scheidsrechter: Bobby Davidson (SCO) |

|                                                                       |          |       |                   |                                                                                |
| 2 november Vriendschappelijk № 411 «onderlinge duels» 19:45 uur (UTC) | Engeland | 0 – 0 | Tsjecho-Slowakije | Wembley Stadium, Londen Toeschouwers: 75.000 Scheidsrechter: Piet Roomer (NED) |
| 2 november Vriendschappelijk № 411 «onderlinge duels» 19:45 uur (UTC) |          |       |                   | Wembley Stadium, Londen Toeschouwers: 75.000 Scheidsrechter: Piet Roomer (NED) |

| |                                                                                        |       |                |                                                                                 |
| 16 november British Home Championship 1966/67 / EK 1968 kwalificatie № 412 «onderlinge duels» 19:45 uur (UTC) | Engeland                                                                               | 5 – 1 | Wales          | Wembley Stadium, Londen Toeschouwers: 75.380 Scheidsrechter: Tiny Wharton (SCO) |
| 16 november British Home Championship 1966/67 / EK 1968 kwalificatie № 412 «onderlinge duels» 19:45 uur (UTC) | Geoff Hurst 30', 34' Bobby Charlton 43' Terry Hennessey 65' (e.d.) Jackie Charlton 84' |       | 38' Wyn Davies | Wembley Stadium, Londen Toeschouwers: 75.380 Scheidsrechter: Tiny Wharton (SCO) |

### 1967
| |                                     |       |                                                  |                                                                                        |
| 15 april British Home Championship 1966/67 / EK 1968 kwalificatie № 413 «onderlinge duels» 15:00 uur (UTC+1) | Engeland                            | 2 – 3 | Schotland                                        | Wembley Stadium, Londen Toeschouwers: 99.063 Scheidsrechter: Gerhard Schulenburg (FRG) |
| 15 april British Home Championship 1966/67 / EK 1968 kwalificatie № 413 «onderlinge duels» 15:00 uur (UTC+1) | Jackie Charlton 84' Geoff Hurst 88' |       | 27' Denis Law 78' Bobby Lennox 87' Jim McCalliog | Wembley Stadium, Londen Toeschouwers: 99.063 Scheidsrechter: Gerhard Schulenburg (FRG) |

|                                                                   |                                  |       |        |                                                                                 |
| 24 mei Vriendschappelijk № 414 «onderlinge duels» 19:45 uur (UTC) | Engeland                         | 2 – 0 | Spanje | Wembley Stadium, Londen Toeschouwers: 97.500 Scheidsrechter: István Zsolt (HUN) |
| 24 mei Vriendschappelijk № 414 «onderlinge duels» 19:45 uur (UTC) | Jimmy Greaves 70' Roger Hunt 76' |       |        | Wembley Stadium, Londen Toeschouwers: 97.500 Scheidsrechter: István Zsolt (HUN) |

|                                                                     |            |               |          |                                                                                   |
| 27 mei Vriendschappelijk № 415 «onderlinge duels» 16:30 uur (UTC+1) | Oostenrijk | 0 – 1         | Engeland | Praterstadion, Wenen Toeschouwers: 50.000 Scheidsrechter: Michel Kitabdjian (FRA) |
| 27 mei Vriendschappelijk № 415 «onderlinge duels» 16:30 uur (UTC+1) |            | 21' Alan Ball |          | Praterstadion, Wenen Toeschouwers: 50.000 Scheidsrechter: Michel Kitabdjian (FRA) |

| |       |                                                           |          |                                                                             |
| 21 oktober British Home Championship 1967/68 / EK 1968 kwalificatie № 416 «onderlinge duels» 15:00 uur (UTC+1) | Wales | 0 – 3                                                     | Engeland | Ninian Park, Cardiff Toeschouwers: 44.960 Scheidsrechter: John Gordon (SCO) |
| 21 oktober British Home Championship 1967/68 / EK 1968 kwalificatie № 416 «onderlinge duels» 15:00 uur (UTC+1) |       | 34' Martin Peters 87' Bobby Charlton 90' (pen.) Alan Ball |          | Ninian Park, Cardiff Toeschouwers: 44.960 Scheidsrechter: John Gordon (SCO) |

| |                                    |       |               |                                                                                  |
| 22 november British Home Championship 1967/68 / EK 1968 kwalificatie № 417 «onderlinge duels» 19:45 uur (UTC) | Engeland                           | 2 – 0 | Noord-Ierland | Wembley Stadium, Londen Toeschouwers: 83.969 Scheidsrechter: Leo Callaghan (WAL) |
| 22 november British Home Championship 1967/68 / EK 1968 kwalificatie № 417 «onderlinge duels» 19:45 uur (UTC) | Geoff Hurst 43' Bobby Charlton 62' |       |               | Wembley Stadium, Londen Toeschouwers: 83.969 Scheidsrechter: Leo Callaghan (WAL) |

|                                                                       |                                 |       |                          |                                                                                     |
| 6 december Vriendschappelijk № 418 «onderlinge duels» 19:45 uur (UTC) | Engeland                        | 2 – 2 | Sovjet-Unie              | Wembley Stadium, Londen Toeschouwers: 93.000 Scheidsrechter: Rudolf Kreitlein (FRG) |
| 6 december Vriendschappelijk № 418 «onderlinge duels» 19:45 uur (UTC) | Alan Ball 23' Martin Peters 72' |       | 42', 44' Igor Tsjislenko | Wembley Stadium, Londen Toeschouwers: 93.000 Scheidsrechter: Rudolf Kreitlein (FRG) |

### 1968
| |                 |       |                   |                                                                                  |
| 24 februari British Home Championship 1967/68 / EK 1968 kwalificatie № 419 «onderlinge duels» 15:00 uur (UTC) | Schotland       | 1 – 1 | Engeland          | Hampden Park, Glasgow Toeschouwers: 134.461 Scheidsrechter: Lau van Ravens (NED) |
| 24 februari British Home Championship 1967/68 / EK 1968 kwalificatie № 419 «onderlinge duels» 15:00 uur (UTC) | John Hughes 39' |       | 20' Martin Peters | Hampden Park, Glasgow Toeschouwers: 134.461 Scheidsrechter: Lau van Ravens (NED) |

|                                                                         |                    |       |        |                                                                                 |
| 3 april EK 1968 kwalificatie № 420 «onderlinge duels» 19:45 uur (UTC+1) | Engeland           | 1 – 0 | Spanje | Wembley Stadium, Londen Toeschouwers: 94.586 Scheidsrechter: Gilbert Droz (SUI) |
| 3 april EK 1968 kwalificatie № 420 «onderlinge duels» 19:45 uur (UTC+1) | Bobby Charlton 84' |       |        | Wembley Stadium, Londen Toeschouwers: 94.586 Scheidsrechter: Gilbert Droz (SUI) |

|                                                                       |                          |       |                                     |                                                                                            |
| 8 mei EK 1968 kwalificatie № 421 «onderlinge duels» 20:30 uur (UTC+1) | Spanje                   | 1 – 2 | Engeland                            | Estadio Santiago Bernabéu, Madrid Toeschouwers: 66.994 Scheidsrechter: Josef Krňávek (TCH) |
| 8 mei EK 1968 kwalificatie № 421 «onderlinge duels» 20:30 uur (UTC+1) | Amancio Amaro Varela 48' |       | 55' Martin Peters 81' Norman Hunter | Estadio Santiago Bernabéu, Madrid Toeschouwers: 66.994 Scheidsrechter: Josef Krňávek (TCH) |

|                                                                     |                                                     |       |                    |                                                                                 |
| 22 mei Vriendschappelijk № 422 «onderlinge duels» 19:45 uur (UTC+1) | Engeland                                            | 3 – 1 | Zweden             | Wembley Stadium, Londen Toeschouwers: 72.500 Scheidsrechter: Othmar Huber (SUI) |
| 22 mei Vriendschappelijk № 422 «onderlinge duels» 19:45 uur (UTC+1) | Martin Peters 36' Bobby Charlton 45' Roger Hunt 73' |       | 89' Rolf Andersson | Wembley Stadium, Londen Toeschouwers: 72.500 Scheidsrechter: Othmar Huber (SUI) |

|                                                                     |                       |       |          |                                                                                          |
| 1 juni Vriendschappelijk № 423 «onderlinge duels» 16:00 uur (UTC+1) | West-Duitsland        | 1 – 0 | Engeland | Niedersachsenstadion, Hannover Toeschouwers: 79.124 Scheidsrechter: Lau van Ravens (NED) |
| 1 juni Vriendschappelijk № 423 «onderlinge duels» 16:00 uur (UTC+1) | Franz Beckenbauer 82' |       |          | Niedersachsenstadion, Hannover Toeschouwers: 79.124 Scheidsrechter: Lau van Ravens (NED) |

| Europees kampioenschap voetbal 1968 |
| ----------------------------------- |

|                                                                        |          |            |             | |
| 5 juni EK 1968 Halve finale № 424 «onderlinge duels» 21:15 uur (UTC+1) | Engeland | 0 – 1      | Joegoslavië | Stadio Artemio Franchi, Florence Toeschouwers: 21.034 Scheidsrechter: José María Ortiz de Mendíbil (ESP) |
| 5 juni EK 1968 Halve finale № 424 «onderlinge duels» 21:15 uur (UTC+1) |          | 87' Džajić |             | Stadio Artemio Franchi, Florence Toeschouwers: 21.034 Scheidsrechter: José María Ortiz de Mendíbil (ESP) |

|                                                                        |                        |       |             |                                                                               |
| 8 juni EK 1968 Troostfinale № 425 «onderlinge duels» 18:45 uur (UTC+2) | Engeland               | 2 – 0 | Sovjet-Unie | Stadio Olimpico, Rome Toeschouwers: 68.817 Scheidsrechter: István Zsolt (HUN) |
| 8 juni EK 1968 Troostfinale № 425 «onderlinge duels» 18:45 uur (UTC+2) | Charlton 39' Hurst 63' |       |             | Stadio Olimpico, Rome Toeschouwers: 68.817 Scheidsrechter: István Zsolt (HUN) |

|  |  |  |  |  |  |  |  |  |

|                                                                         |          |       |          |                                                                                          |
| 6 november Vriendschappelijk № 426 «onderlinge duels» 14:30 uur (UTC+2) | Roemenië | 0 – 0 | Engeland | Stadionul 23 August, Boekarest Toeschouwers: 60.000 Scheidsrechter: Radoslav Fiala (TCH) |
| 6 november Vriendschappelijk № 426 «onderlinge duels» 14:30 uur (UTC+2) |          |       |          | Stadionul 23 August, Boekarest Toeschouwers: 60.000 Scheidsrechter: Radoslav Fiala (TCH) |

|                                                                          |                 |       |                       |                                                                                      |
| 11 december Vriendschappelijk № 427 «onderlinge duels» 19:45 uur (UTC+1) | Engeland        | 1 – 1 | Bulgarije             | Wembley Stadium, Londen Toeschouwers: 80.000 Scheidsrechter: Michel Kitabdjian (FRA) |
| 11 december Vriendschappelijk № 427 «onderlinge duels» 19:45 uur (UTC+1) | Geoff Hurst 36' |       | 32' Georgi Asparukhov | Wembley Stadium, Londen Toeschouwers: 80.000 Scheidsrechter: Michel Kitabdjian (FRA) |

### 1969
|                                                                         |                     |       |                              |                                                                                  |
| 15 januari Vriendschappelijk № 428 «onderlinge duels» 19:45 uur (UTC+1) | Engeland            | 1 – 1 | Roemenië                     | Wembley Stadium, Londen Toeschouwers: 80.000 Scheidsrechter: Jim Callaghan (SCO) |
| 15 januari Vriendschappelijk № 428 «onderlinge duels» 19:45 uur (UTC+1) | Jackie Charlton 27' |       | 74' (pen.) Florea Dumitrache | Wembley Stadium, Londen Toeschouwers: 80.000 Scheidsrechter: Jim Callaghan (SCO) |

|                                                                       |                                                                            |       |           |                                                                                 |
| 12 maart Vriendschappelijk № 429 «onderlinge duels» 19:45 uur (UTC+1) | Engeland                                                                   | 5 – 0 | Frankrijk | Wembley Stadium, Londen Toeschouwers: 85.000 Scheidsrechter: István Zsolt (HUN) |
| 12 maart Vriendschappelijk № 429 «onderlinge duels» 19:45 uur (UTC+1) | Michael O'Grady 33' Geoff Hurst 48' (pen.), 49', 80' (pen.) Franny Lee 75' |       |           | Wembley Stadium, Londen Toeschouwers: 85.000 Scheidsrechter: István Zsolt (HUN) |

|                                                                                 |                   |       |                                                         |                                                                              |
| 3 mei British Home Championship 1969 № 430 «onderlinge duels» 19:30 uur (UTC+1) | Noord-Ierland     | 1 – 3 | Engeland                                                | Windsor Park, Belfast Toeschouwers: 23.000 Scheidsrechter: Bill Mullan (SCO) |
| 3 mei British Home Championship 1969 № 430 «onderlinge duels» 19:30 uur (UTC+1) | Eric McMordie 63' |       | 39' Martin Peters 64' Franny Lee 74' (pen.) Geoff Hurst | Windsor Park, Belfast Toeschouwers: 23.000 Scheidsrechter: Bill Mullan (SCO) |

|                                                                                 |                                   |       |                |                                                                               |
| 7 mei British Home Championship 1969 № 431 «onderlinge duels» 19:45 uur (UTC+1) | Engeland                          | 2 – 1 | Wales          | Wembley Stadium, Londen Toeschouwers: 70.000 Scheidsrechter: Jack Adair (NIR) |
| 7 mei British Home Championship 1969 № 431 «onderlinge duels» 19:45 uur (UTC+1) | Bobby Charlton 58' Franny Lee 72' |       | 18' Ron Davies | Wembley Stadium, Londen Toeschouwers: 70.000 Scheidsrechter: Jack Adair (NIR) |

|                                                                                  |                                                    |       |                 |                                                                                  |
| 10 mei British Home Championship 1969 № 432 «onderlinge duels» 19:30 uur (UTC+1) | Engeland                                           | 4 – 1 | Schotland       | Wembley Stadium, Londen Toeschouwers: 89.902 Scheidsrechter: Robert Héliès (FRA) |
| 10 mei British Home Championship 1969 № 432 «onderlinge duels» 19:30 uur (UTC+1) | Martin Peters 16', 64' Geoff Hurst 20', 60' (pen.) |       | 43' Colin Stein | Wembley Stadium, Londen Toeschouwers: 89.902 Scheidsrechter: Robert Héliès (FRA) |

|                                                   |        |       |          |                                                                                              |
| 1 juni Vriendschappelijk № 433 «onderlinge duels» | Mexico | 0 – 0 | Engeland | Aztekenstadion, Mexico-Stad Toeschouwers: 105.000 Scheidsrechter: Alberto Tejada Burga (PER) |
| 1 juni Vriendschappelijk № 433 «onderlinge duels» |        |       |          | Aztekenstadion, Mexico-Stad Toeschouwers: 105.000 Scheidsrechter: Alberto Tejada Burga (PER) |

|                                                   |                  |       |                                |                                                                                           |
| 8 juni Vriendschappelijk № 434 «onderlinge duels» | Uruguay          | 1 – 2 | Engeland                       | Estadio Centenario, Montevideo Toeschouwers: 54.161 Scheidsrechter: Armando Marques (BRA) |
| 8 juni Vriendschappelijk № 434 «onderlinge duels» | Luis Cubilla 53' |       | 16' Franny Lee 80' Geoff Hurst | Estadio Centenario, Montevideo Toeschouwers: 54.161 Scheidsrechter: Armando Marques (BRA) |

|                                                                      |                          |       |                |                                                                                    |
| 12 juni Vriendschappelijk № 435 «onderlinge duels» 21:30 uur (UTC−3) | Brazilië                 | 2 – 1 | Engeland       | Maracanã, Rio de Janeiro Toeschouwers: 105.649 Scheidsrechter: Ramón Barreto (URU) |
| 12 juni Vriendschappelijk № 435 «onderlinge duels» 21:30 uur (UTC−3) | Tostão 79' Jairzinho 81' |       | 13' Colin Bell | Maracanã, Rio de Janeiro Toeschouwers: 105.649 Scheidsrechter: Ramón Barreto (URU) |

|                                                                         |           |                |          |                                                                                       |
| 5 november Vriendschappelijk № 436 «onderlinge duels» 20:15 uur (UTC+1) | Nederland | 0 – 1          | Engeland | Olympisch Stadion, Amsterdam Toeschouwers: 33.000 Scheidsrechter: Pavel Kazakov (URS) |
| 5 november Vriendschappelijk № 436 «onderlinge duels» 20:15 uur (UTC+1) |           | 84' Colin Bell |          | Olympisch Stadion, Amsterdam Toeschouwers: 33.000 Scheidsrechter: Pavel Kazakov (URS) |

|                                                                          |                     |       |          |                                                                                  |
| 10 december Vriendschappelijk № 437 «onderlinge duels» 19:45 uur (UTC+1) | Engeland            | 1 – 0 | Portugal | Wembley Stadium, Londen Toeschouwers: 100.000 Scheidsrechter: Roger Mouton (FRA) |
| 10 december Vriendschappelijk № 437 «onderlinge duels» 19:45 uur (UTC+1) | Jackie Charlton 24' |       |          | Wembley Stadium, Londen Toeschouwers: 100.000 Scheidsrechter: Roger Mouton (FRA) |

UEFA: Albanië · België · Bulgarije · Cyprus · Denemarken · West-Duitsland · Duitse Democratische Republiek · Engeland · Finland · Frankrijk · Griekenland · Hongarije · Ierland · IJsland · Italië · Joegoslavië · Luxemburg · Malta · Nederland · Noord-Ierland · Noorwegen · Oostenrijk · Polen · Portugal · Roemenië · Schotland · Sovjet-Unie · Spanje · Tsjecho-Slowakije · Turkije · Wales · Zweden · Zwitserland

CAF: Madagaskar AFC: Israël

FA · A-internationals · Selecties · Bondscoaches · Engels vrouwenelftal · Brits olympisch elftal · Engeland -21 · Engeland -20 · Engeland -19 · Engeland -18 · Engeland -17 · Engeland -16 · Vrouwen -17
1872 – 1899 ·
1900 – 1919 ·
1920 – 1929 ·
1930 – 1939 ·
1940 – 1949 ·
1950 – 1959 ·
1960 – 1969 ·
1970 – 1979 ·
1980 – 1989 ·
1990 – 1999 ·
2000 – 2009 ·
2010 – 2019 ·
2020 − 2029
EK's: 1968 ·
1980 ·
1988 ·
1992 ·
1996 ·
2000 ·
2004 ·
2012 · 
2016 · 
2020 · 
2024
WK's: 1950 ·
1954 ·
1958 ·
1962 ·
1966 ·
1970 ·
1982 ·
1986 ·
1990 ·
1998 ·
2002 ·
2006 ·
2010 ·
2014 ·
2018 · 
2022
Albanië ·
Algerije ·
Andorra ·
Argentinië ·
Australië ·
Azerbeidzjan ·
België ·
Bosnië en Herzegovina ·
Brazilië ·
Bulgarije ·
Canada ·
Chili ·
China ·
Colombia ·
Costa Rica ·
Cyprus ·
Denemarken ·
DDR · 
Duitsland ·
Ecuador ·
Egypte ·
Estland ·
Finland ·
Frankrijk ·
Georgië ·
Ghana ·
GOS ·
Griekenland ·
Honduras ·
Hongarije ·
Ierland ·
IJsland · 
Iran ·
Israël ·
Italië ·
Ivoorkust ·
Jamaica ·
Japan ·
Joegoslavië ·
Kameroen ·
Kazachstan ·
Koeweit ·
Kosovo ·
Kroatië ·
Letland ·
Liechtenstein ·
Litouwen ·
Luxemburg ·
Maleisië ·
Malta ·
Marokko ·
Mexico ·
Moldavië ·
Montenegro ·
Nederland ·
Nieuw-Zeeland ·
Nigeria ·
Noord-Ierland ·
Noord-Macedonië ·
Noorwegen ·
Oekraïne ·
Oostenrijk ·
Panama · 
Paraguay ·
Peru · 
Polen ·
Portugal ·
Roemenië ·
Rusland ·
San Marino · 
Saoedi-Arabië ·
Schotland ·
Senegal ·
Servië ·
Servië en Montenegro · 
Slovenië ·
Slowakije ·
Sovjet-Unie ·
Spanje ·
Trinidad en Tobago ·
Tsjechië ·
Tsjecho-Slowakije ·
Tunesië ·
Turkije ·
Uruguay ·
Verenigde Staten ·
Wales ·
Wit-Rusland ·
Zuid-Afrika ·
Zuid-Korea ·
Zweden ·
Zwitserland
Algerije (2010) · 
Argentinië (1986) · 
Argentinië (1998) · 
Argentinië (2002) · 
België (1990) · 
België (2018, 1) · 
België (2018, 2) · 
Brazilië (2002) · 
Colombia (1998) ·
Colombia (2018) ·
Costa Rica (2014) ·
Denemarken (2002) ·
Denemarken (2021) · 
Duitsland (2000) ·
Duitsland (2010) ·
Duitsland (2021) ·
Ecuador (2006) ·
Egypte (1990) ·
Frankrijk (1982) ·
Frankrijk (2012) ·
Frankrijk (2022) ·
Ierland (1990) · 
IJsland (2016) ·
Italië (1990) · 
Italië (2012) · 
Italië (2014) · 
Italië (2021) · 
Kameroen (1990) · 
Koeweit (1982) · 
Kroatië (2018) ·
Kroatië (2021) · 
Marokko (1986) · 
Nederland (1990) · 
Nigeria (2002) · 
Oekraïne (2012) · 
Oekraïne (2021) ·
Panama (2018) · 
Paraguay (1986) · 
Paraguay (2006) · 
Polen (1986) · 
Portugal (1986) · 
Portugal (2000) · 
Portugal (2006) · 
Roemenië (1998) ·
Roemenië (2000) ·
Rusland (2016) ·
Schotland (2021) ·
Senegal (2022) ·
Slovenië (2010) ·
Slowakije (2016) ·
Spanje (1982) ·
Spanje (2024) ·
Trinidad en Tobago (2006) ·
Tsjechië (2021) ·
Tsjecho-Slowakije (1982) ·
Tunesië (1998) ·
Tunesië (2018) ·
Uruguay (2014) ·
Verenigde Staten (2010) ·
Wales (2016) · 
West-Duitsland (1966) ·
West-Duitsland (1982) ·
West-Duitsland (1990) ·
Zweden (2002) ·
Zweden (2006) · 
Zweden (2012)